# Заболотный, Владимир Игнатьевич
Влади́мир Игна́тьевич Заболо́́тный (укр. Володимир Гнатович Заболотний; 1 [13] августа 1898, Переяслав, Полтавская губерния — 3 августа 1962, Киев) — украинский советский архитектор.

## Биография
Родился 1 (13) августа 1898 года в деревне Карань (позднее переименована в село Трубайловка, ныне район города Переяслав Киевской области Украины). С детства оформлял любительские спектакли, играл на скрипке, лепил, рисовал.
В 1928 году окончил архитектурный факультет КХИ (учился у П. Ф. Алёшина, А. М. Вербицкого, В. Н. Рыкова и др.). Дипломный проект — профилакторий «Кинь-Грусть» на 500 мест, созданный в стиле конструктивизма. С 1928 года преподавал в КХИ. С конца 1920-х годов активно занимался проектированием и строительством.
В 1930 году И. Каракис совместно с В. Г. Заболотным, Е. В. Холостенко, Н. В. Холостенко, М. И. Гречиной, П. Г. Юрченко создали общество «Октябрь».
В 1933—1940 годах — главный инженер Гражданстройпроекта. В 1937 году — делегат Первого съезда советских архитекторов Украины и Первого Всесоюзного съезда советских архитекторов.
В 1934—1941 годах преподавал в КИСИ (с 1940 года — профессор). В 1940—1941 годах был руководителем Архитектурно-планировочного управления архитектуры Киева, главный архитектор Киева.
В годы Великой Отечественной войны работал в Уфе, где занимался строительством жилых домов и помещений для эвакуированных заводов. В 1943 году был удостоен Почётной грамоты Президиума Верховного Совета Башкирской АССР. Член ВКП(б) с 1944 года.
В 1945—1956 годах — первый президент Академии архитектуры УССР. Сыграл значительную роль в изучении архитектурного наследия Украины, редактировал труды по истории украинского искусства и архитектуры. В 1954 году В. И. Заболотному присуждена степень доктора архитектуры honoris causa.
Среди учеников — архитектор А. М. Милецкий, посвятивший Заболотному тёплые слова в своих воспоминаниях, М. М. Агуф.
Умер от рака 3 августа 1962 года. Похоронен в Киеве на Байковом кладбище.

## Архитектурные проекты
- Дворец культуры металлургического завода в Каменском (1932);
- Дом Кооперации в Харькове (1930-е годы, в соавторстве с И. Ю. Каракис и П. Г. Юрченко)[7];
- Комплекс Польского педагогического института и общежитий в Киеве (1934—1935, в соавторстве; осуществлён частично — угол улиц Владимира Винниченко и Обсерваторной);
- Павильоны в Парке пионеров в Киеве (1936—1937, руководитель коллектива авторов);
- Здание Верховного Совета УССР в Киеве (1936—1939, в соавторстве с Н. Б. Чмутиной; реконструкция и достройка в 1945—1947);
- Конкурсный проект послевоенной застройки разрушенного Крещатика (в соавторстве; не осуществлён);
- Здание Украинского кооперативного Союза в Киеве (1955—1957, в соавторстве);
- Жилые дома в Киеве и Луганске;
- Жилой дом драматурга А. Е. Корнейчука в деревне Плюты Киевской области (1954—1957).

Планировал застройку Днепродзержинска, Кривого Рога, Черкасс, Кременчуга.

## Награды
- Сталинская премия 1-й степени (1941) — за архитектурный проект здания Верховного Совета УССР в Киеве;[8]
- дважды орден Ленина (в том числе 23.1.1948);
- орден Трудового Красного Знамени;
- Почётная грамота Президиума Верховного Совета Башкирской АССР (1943).

## Память

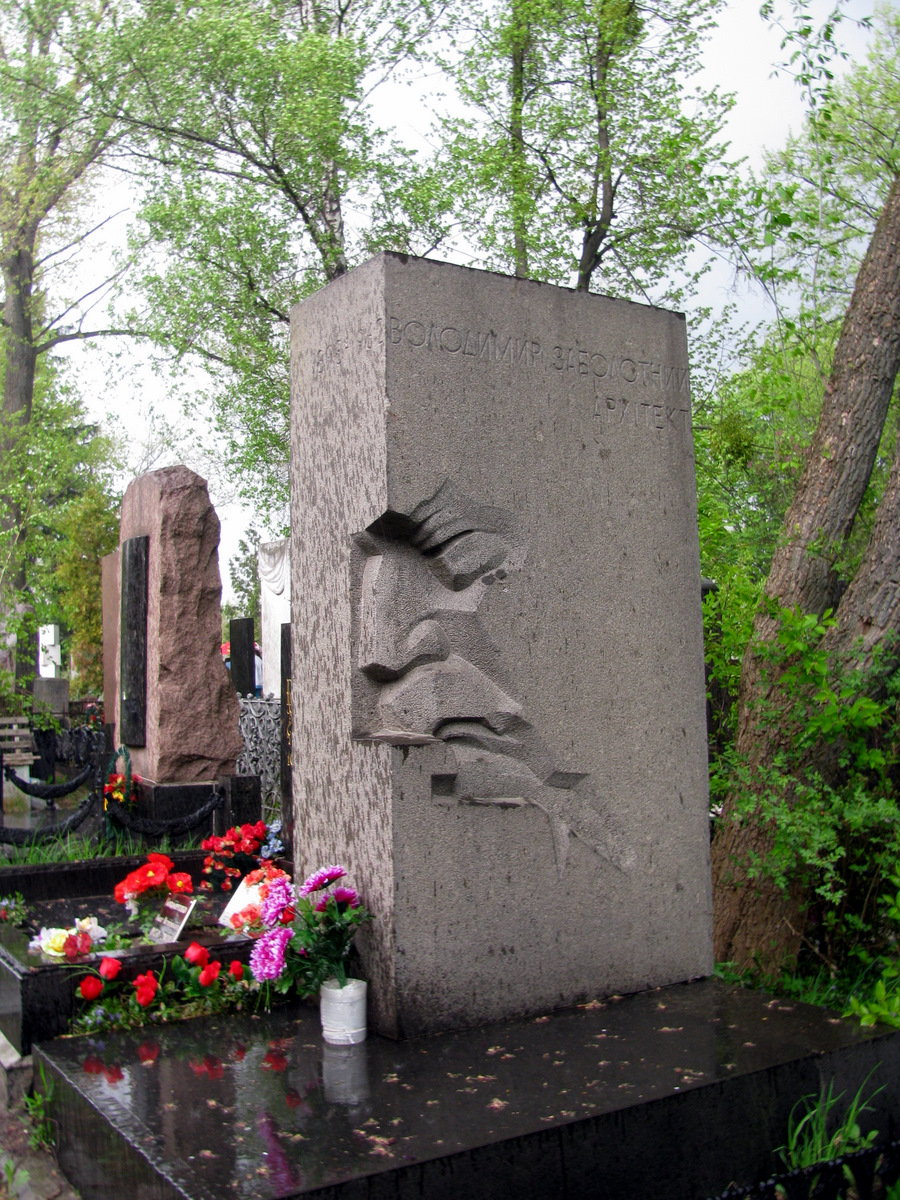
Надгробный памятник на Байковом кладбище

- Именем названа Государственная научная архитектурно-строительная библиотека имени В. И. Заболотного[9][10];
- В доме, построенном отцом архитектора в Переяславе в 1911 году, действует мемориальный музей архитектора В. И. Заболотного;
- Памятные доски — на здании бывшей гимназии в Переяславе-Хмельницком, где учился В. И. Заболотный, и на доме по Владимирской улице, 22 в Киеве, где он жил.